# Aleksandăr Stambolijski
Aleksandăr Stoimenov Stambolijski (in bulgaro Александър Стоименов Стамболийски?; Slavovica, 12 marzo 1879 – Slavovica, 14 giugno 1923) è stato un politico bulgaro e primo ministro del regno di Bulgaria dal 14 ottobre 1919 alla morte.

## Biografia
Aleksandăr Stambolijski era un membro dell'Unione agraria popolare, un movimento che non era alleato alla monarchia, e pubblicava un proprio giornale. Stambolijski si oppose alla partecipazione del proprio paese alla prima guerra mondiale e in seguito al supporto agli imperi centrali, e perciò fu processato da una corte marziale e condannato all'ergastolo nel 1915. Era un sostenitore dell'idea di una "Federazione balcanica" e non si identificava come "bulgaro", ma come "slavo meridionale".
Nel 1918, dopo la sconfitta della Bulgaria nella guerra, lo zar Ferdinando abdicò in favore del figlio Boris III che rimise Stambolijski in libertà. Stambolijski si unì al governo nel gennaio 1919 e venne nominato primo ministro il 14 ottobre dello stesso anno. Il 20 marzo 1920 l'Unione agraria popolare vinse le elezioni nazionali e Stambolijski fu confermato primo ministro. Durante il suo mandato, Stambolijski dovette conformarsi ai termini della resa della Bulgaria alla fine della guerra, sanciti dal trattato di Neuilly.
Fu molto popolare tra i contadini, ma ciò lo invise al ceto medio e ai militari. Molti lo consideravano un dittatore virtuale e, nel corso del suo mandato, Stambolijski si fece moltissimi nemici sia all'interno della Bulgaria sia all'esterno: nei confini nazionali, i nemici più grandi furono i proprietari terreni a causa della nuova distribuzione di terre che limitava i possedimenti a 30 ettari andando contro la costituzione bulgara, mentre fuori dai confini, tra i molti che volevano la testa del Primo ministro, c'erano soprattutto i macedoni dopo la firma del trattato di Niš con il Regno dei serbi, dei croati e degli sloveni nel quale la Bulgaria prometteva di assicurare i confini nazionali stabiliti e di escludere la Macedonia da un possibile accordo d'indipendenza combattendo i nazionalisti macedoni con tutti i mezzi necessari.
Dopo simili inimicizie, venne spodestato in un colpo di Stato militare il 9 giugno 1923. Tentò quindi di sollevare una ribellione contro il nuovo governo, ma fu catturato da un drappello di nazionalisti macedoni che lo uccisero insieme con il fratello. La mano destra con cui aveva firmato il trattato di Niš venne mozzata e gettata in un lago, mentre la sua testa venne tagliata e spedita allo Zar Boris III a Sofia in una grossa scatola di biscotti con un cartellino su cui vi era scritto: "Ci abbiamo pensato noi per voi".

## Il paese di Stambolijski
Nel 1979 l'allora governo comunista di Bulgaria rinominò il paese, fino ad allora noto come Novi Kričim in "Stambolijski", in onore di Aleksandăr Stambolijski.